# Popillia feroni
Popillia feroni är en skalbaggsart som beskrevs av Limbourg 2008. Popillia feroni ingår i släktet Popillia och familjen Rutelidae. Inga underarter finns listade i Catalogue of Life.